# Паникуйте осторожно
«Паникуйте осторожно» (англ. Panic Carefully) — будущий американский триллер режиссёра Сэма Эсмейла по его же сценарию. Главные роли в фильме исполнили Джулия Робертс, Элизабет Олсен, Эдди Редмэйн, Брайан Тайри Генри, Бен Чаплин, Эйдан Гиллен, Джо Элвин, Наледи Мюррей и Себастьян Орозко.

## Сюжет
Подробности о сюжете фильма держатся в секрете. Создателями фильм описывается как параноидальный триллер в духе «Мистера Робота» и «Молчания ягнят», в котором идёт охота на кибертеррориста.

## В ролях
- Джулия Робертс
- Элизабет Олсен
- Эдди Редмэйн
- Брайан Тайри Генри
- Бен Чаплин
- Эйдан Гиллен
- Джо Элвин
- Наледи Мюррей
- Себастьян Орозко

## Производство
В феврале 2024 года стало известно, что Сэм Эсмаил и Джулия Робертс будут работать над новым фильмом, а студии Netflix, Paramount Pictures и Warner Bros. претендуют на приобретение прав на прокат. В декабре было объявлено, что дистрибьютором станет компания Warner Bros., к актёрскому составу присоединились Элизабет Олсен и Эдди Редмэйн. В том же месяце Брайан Тайри Генри начал переговоры о присоединении к актёрскому составу. В январе 2025 года к актёрскому составу присоединились Бен Чаплин, Эйдан Гиллен, Джо Элвин, Наледи Мюррей и Себастьян Орозко, а Генри был утверждён на роль.
Основные съёмки должны начаться в Лондоне в 2025 году.